# Lloro eclèctic
El lloro eclèctic (Eclectus roratus) és una espècie d'ocell de la família dels psitàcids i única espècie viva del gènere Eclectus. Habita boscos i sabanes des de les illes Petites de la Sonda, Moluques i Nova Guinea, a través de les illes de l'Almirallat, Bismarck i Salomó fins al nord-est de Queensland, en Austràlia.